# Вершины (Калининградская область)
Вершины — посёлок в Правдинском районе Калининградской области.

## География
Находится в южной части Калининградской области на расстоянии приблизительно 27 км на восток по прямой от административного центра района города Правдинск.

## История
В 1610 году населенный пункт назывался Вершкен, позже Вершен. Современное название с 1947 года. В составе Правдинского района с 2006 по 2015 год входил в Мозырьское сельское поселение.

## Население
Численность населения: 129 человек (1910 год), 81 (русские 65 %, белорусы 27 %) в 2002 году, 60 в 2010.